# ტ
T'ari (asomtavruli Ⴒ, nuskuri ⴒ, mkhedruli ტ, mtavruli Ტ) là chữ cái thứ 21 trong bảng chữ cái Gruzia.
Trong hệ thống chữ số Gruzia, ტ có giá trị 300.

## Chữ cái
| asomtavruli | nuskuri | mkhedruli |
| ----------- | ------- | --------- |
|             |         |           |

## Mã hóa máy tính
| asomtavruli | nuskuri | mkhedruli |
| ----------- | ------- | --------- |
| U+10B2      | U+2D12  | U+10E2    |

## Chữ nổi
| mkhedruli |
| --------- |
|           |